# Ніколау Коелью
Ніколáу Коéлью (порт. Nicolau Coelho, близько 1460—1502) — португальський мореплавець і дослідник Доби великих географічних відкриттів. Брав участь в експедиції Васко да Гама, що відкрила морський шлях до Індії, під час якої він керував каравелою «Берріо», кораблем, що першим повернулася в Лісабон зі звісткою про відкриття морського шляху до Індії. Був капітаном корабля 2-ї португальської Індійської армади на чолі з Педру Алварешім Кабралом, яка відкрила Бразилію. Загинув у морі, можливо, біля узбережжя Мозамбіку, повертаючись з Індії в складі 5-ї португальської Індійської армади разом з Франциско де Альбукерке.

## Біографія
Ніколау Коелью, мабуть, народився у Фелгейраші на півночі Португалії. Він був сином Педро Коелью і Луїзи де Гої, або Інес де Атаїде, залежно від генеалогічного джерела. Він одружився з Брітс Родрігіш де Бріто десь до 1495 року і мав кількох дітей: Ніколау, Франциско, Йоану, Жорже та Леонор.

## Плавання з Васко да Гамою. Перша індійська армада
Ніколау Коелью був одним з трьох капітанів (разом з Паулу да Гама та Гонсало Нуньешем), який супроводжував Васко да Гаму в експедиції, що відкрила морський шлях до Індії в 1497-99 роках. Під час цієї мандрівки він був капітаном каравели «Берріо», а його штурманом був Перу Ешкобар. Він був першим з капітанів да Гами, який досяг Мозамбіку і встановив контакт із султаном Кілви.
На зворотному шляху корабель Коелью потрапив 20 березня в сильний шторм поблизу Кабо-Верде. Втративши під час шторму з виду інші кораблі флотилії, каравелла Ніколау Коелью першою повернулась до Португалії. «Берріо» увійшла в Тежу 10 липня 1499 р. Коелью висадився у Кашкайші та прибув до королівського палацу в Сінтрі з доброю звісткою про знайдення шляху до Індії, яка викликала загальну радість і захоплення. Король Мануел I обсипав його почестями: На додаток до винагороди за послуги, надані в цій поїздці, королівським листом від 24 лютого 1500 р. король призначив Коелью велику щорічну пенсію у розмірі 50.000 реалів, Того ж року Коелью було визнано лицарем Королівського дому (Кавалейру да Каса Реал), а в травні 1503 р., король дарував Коелью новий герб: червоний, із золотим левом, оточеним двома золотими колонами, увінчаними синіми суднами.

## Плавання з Педру Кабралом. Друга індійська армада
9 березня 1500 року Коелью вирушив у нове плавання в якості одного з капітанів Другої індійської армади з 13 кораблів під керівництвом Педру Алваріша Кабрала. Під ча цієї експедиції на шляху до Індії було відкрито береги Бразилії. Щоб обійти зону несприятливих вітрів і течій, армада, що перший час йшла вздовж африканського узбережжя, по перевіреному раніше португальцями маршруту, в районі Сьєрра-Леоне віддалилася від африканських берегів і попрямувала в пошуку попутних вітрів на по дузі на захід. Через кілька тижнів флотилія опинилась біля берега Південної Америки.
24 квітня 1500 року Коелью разом з іншими капітанами висадився на незнайому землю, яка була названа португальцями «Терра де Веракруш». Згідно з повідомленням Перу Ваза де Каміньї, Ніколау Коелью висадився на берег на першому човні, встановив контакт з жителями і взяв участь у першому візиті тубільців на флагманський корабель флотилії. 3 травня 1500 року флотилія облишила береги Бразилії і відновила плавання на схід, де потрапила у сильну бурю біля мису Доброї Надії. Під час бурі було втрачено 4 кораблі (керівником одного з загиблих кораблів був уславлений капітан Бартоломео Діаш). Армада рушила далі із зупинками в сучасному Мозамбіку, Кенії та Танзанії і 13 вересня 1500 року нарешті дістатись Калікуту в Індії.
Флот повернувся до Лісабона 23 червня 1501 року. З 13 кораблів Армади додому повернулось лише 4, зокрема один під керівництвом Коелью.

## Плавання з Афонсо Албукеркі. П'ята індійська армада

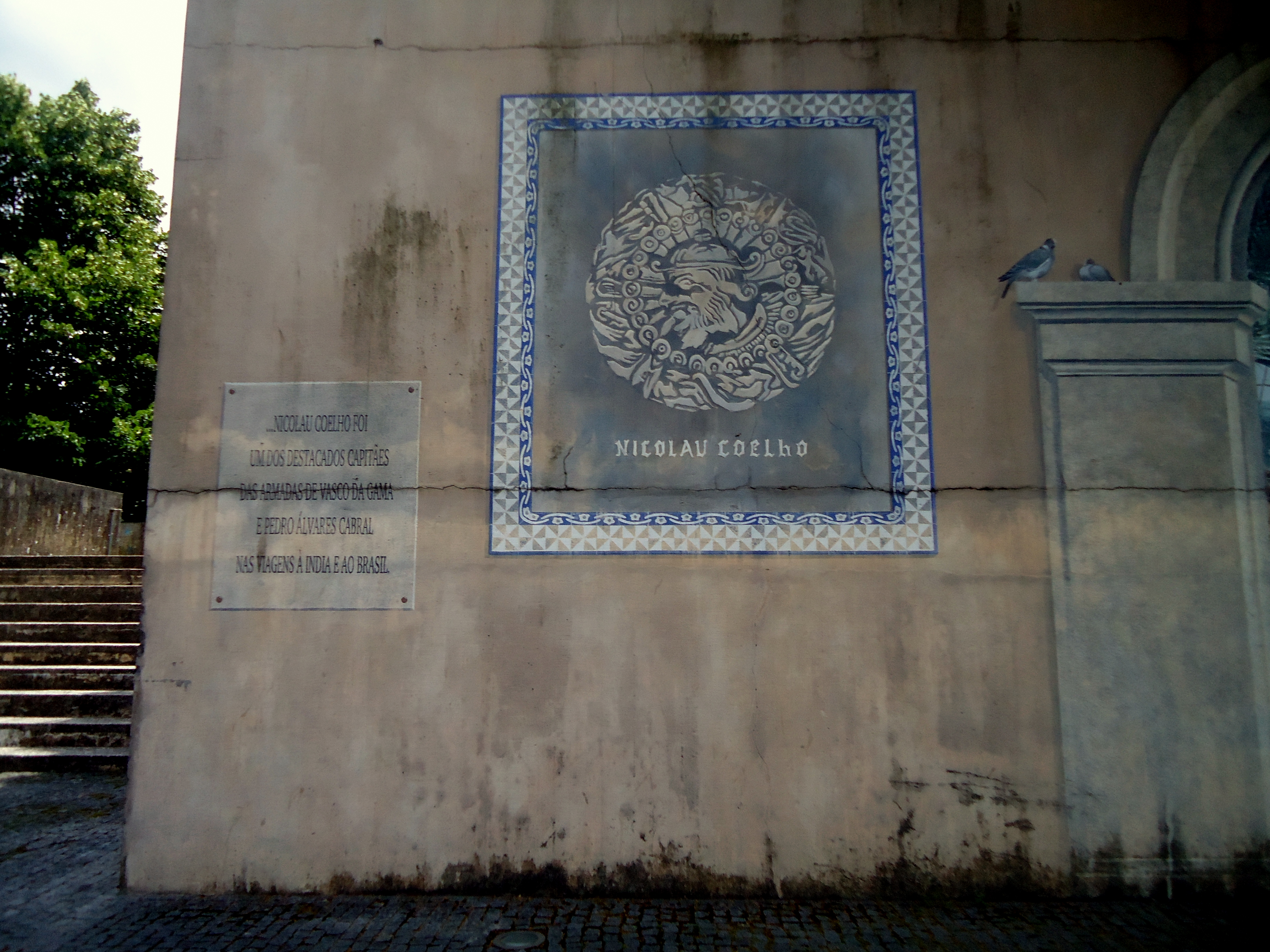
Памятний знак Коелью в Фелгейраші

Коелью втретє покинув Португалію 14 квітня 1503 року як капітан «Файала» з армадою Афонсу де Албукеркі. Він загинув на зворотному шляху в Португалію в січні 1504 року коли супроводжував Франциско де Альбукерке, двоюрідного брата Афонсо, Це відбулось біля мілини Сан-Лазаро (Baixões de São Lázaro), сучасні острови Кірімбаш в Мозамбіку.

## Увічнення пам'яті
Скульптура Ніколау Коелью присутня на Пам'ятнику першовідкривачам в Лісабоні серед інших фігур видатних португальських діячів Доби великих географічних відкриттів.